# Charlie Countryman
Charlie Countryman es una película de drama romántico de 2013 dirigida por Fredrik Bond en su debut como director, escrita por Matt Drake y protagonizada por Shia LaBeouf, Evan Rachel Wood y Mads Mikkelsen.
La película se estrenó el 21 de enero de 2013 en el Festival de Cine de Sundance de 2013 y se proyectó en competencia en el 63.º Festival Internacional de Cine de Berlín. La película se estrenó el 15 de noviembre de 2013 en los Estados Unidos y se estrenó el 31 de octubre de 2014 en el Reino Unido.

## Reparto
- Shia LaBeouf como Charlie Countryman
- Evan Rachel Wood como Gabriella "Gabi" Ibanescu
- Mads Mikkelsen como Nigel
- Hasta Schweiger como Darko
- Rupert Grint como Karl
- James Buckley como Luc
- Ion Caramitru como Victor Ibanescu
- Vincent D'Onofrio como Bill
- Melissa Leo como Kate Countryman
- Andrei Finti como Bela
- Gabriel Spahiu como taxista
- Aubrey Plaza como Ashley
- Vanessa Kirby como Felicity
- Lia Sinchevici como camarera
- Ian Fisher

John Hurt fue un narrador breve de la versión original de la película lanzada en Sundance, pero su narración fue editada y se incluye en su lanzamiento en Blu-ray como extra.

## Producción
Al principio del desarrollo, LaBeouf abandonó el proyecto y el papel principal se le dio brevemente a Zac Efron antes de que LaBeouf regresara al proyecto en agosto de 2010. Dante Ariola fue originalmente designado como director pero lo dejó antes de que comenzara el rodaje.
El rodaje tuvo lugar entre mayo y junio de 2012 y se filmó en locaciones de Rumania.
Según los informes, LaBeouf utilizó ácido mientras filmaba escenas con ácido. Según LaBeouf, tuvo que tomar ácido para meterse realmente en la cabeza de su personaje y emular a algunos de sus héroes actuantes. "Hay una manera de hacer un viaje ácido como Harold &amp; Kumar y hay una manera de estar en ácido. Lo que sé de actuación, es que Sean Penn está realmente atado a esa silla eléctrica en Dead Man Walking. Estos son los tipos a los que admiro."

## Estreno
Wood criticó a los censores estadounidenses por insistir en que se cortara una escena en la que su personaje recibe sexo oral de LaBeouf, sin tener en cuenta las numerosas escenas violentas.